# Orthocladius olivaceus
Orthocladius olivaceus är en tvåvingeart som först beskrevs av Jean-Jacques Kieffer 1911.  Orthocladius olivaceus ingår i släktet Orthocladius och familjen fjädermyggor. Arten har ej påträffats i Sverige. Inga underarter finns listade i Catalogue of Life.